# Гипотеза перманентного дохода
Гипотеза перманентного дохода — гипотеза, в соответствии с которой потребление определяется в основном перманентной (постоянной) частью располагаемого дохода, а транзиторная (временная) часть дохода в первую очередь влияет на величину сбережений. Таким образом потребитель стремится сгладить уровень потребления на протяжении всей жизни.
Гипотеза используется в макроэкономических моделях для описания поведения потребителей.

## История
Гипотеза была предложена Милтоном Фридменом. Необходимость в ней была связана с тем, что основной психологический закон Кейнса и основанная на нем кейнсианская функция потребления недостаточно убедительно описывали наблюдаемую зависимость между потреблением и уровнем располагаемого дохода. Кейнс считал, что потребление зависит только от текущего дохода. Увеличение дохода ведет к росту потребления, но не в той же мере в которой растет доход. Средняя склонность к потреблению убывает по мере роста дохода.
В реальности соотношение между потреблением и доходом оказалось очень устойчивым. Потребители принимают во внимание не только текущий, но и ожидаемый доход за весь период своей жизни. Кроме того, они стремятся к сглаживанию потребления, то есть стремятся поддерживать стабильный его уровень за счет сбережений. Например, в период трудоспособности потребители сберегают часть дохода, чтобы потратить его после выхода на пенсию. Если доход временно снижается, то потребитель может потратить часть сбережений или взять кредит для того, чтобы поддержать уровень потребления. После того, как доход восстановится, кредит будет погашен, а потребитель сможет продолжить сберегать.
Гипотеза перманентного дохода наряду с гипотезой жизненного цикла стала одной из моделей, которые явным образом учитывали наличие горизонта планирования. Обе гипотезы опираются на теорию межвременного выбора, предложенную Ирвингом Фишером.

## Формулировка гипотезы
Гипотеза предполагает, что весь доход потребителя можно разбить на две части: перманентный (постоянный) {\displaystyle Y^{P}} и транзиторный (временный) {\displaystyle Y^{T}}:
{\displaystyle Y=Y^{P}+Y^{T}}.
Перманентная часть дохода — это стабильная часть, которую агент ожидает получать длительное время в будущем, может быть всю жизнь. Временный доход — это доход, который не обязательно будет повторяться в будущем. Величина временного дохода может быть отрицательной, если по какой-то причине агент заработал в данном периоде меньше, чем обычно. Примером перманентного дохода может служить зарплата, а примером временного — разовая премия или выигрыш в лотерею.
Согласно гипотезе, потребление будет зависеть в основном от перманентной части. Если эта часть дохода снизилась, то потребитель не сможет поддерживать постоянный уровень потребления, и ему придется сократить покупки. Наоборот, увеличение постоянной части приводит к тому, что в долгосрочной перспективе становится возможным рост потребления. Тогда функцию потребления Фридмана можно записать следующим образом:
{\displaystyle C=\alpha Y^{P}},
где {\displaystyle C} — потребление; {\displaystyle \alpha \in (0,1)} — параметр. На потребление тратится не весь перманентный доход — часть его сберегается.
Если по какой-то причине текущий доход оказался больше перманентного, то потребитель предпочтет его сберечь (либо погасить кредит, полученный ранее). Если доход оказался меньше, то потребитель предпочтет потратить часть сбережений или взять кредит. Дополнительный доход будет распределен в течение всей жизни. Произойдет сглаживание потребления, так как потребитель стремится поддерживать его на постоянном уровне. Прирост потребления за счет временного дохода будет небольшим в сравнении с его величиной:
{\displaystyle \Delta C={\frac {Y^{T}}{T}}}
где {\displaystyle \Delta C} — прирост потребления за один период; {\displaystyle T} — ожидаемая продолжительность жизни с момента получения временного дохода.

## Нормативное значение гипотезы
Гипотеза перманентного дохода используется в экономике для описания реального поведения людей, то есть является частью позитивной экономической теории. Однако ее можно трактовать и как нормативное требование. Формирование сбережений на случай непредвиденной потери дохода или накопления на старость рассматриваются в теории личных финансов как пример рационального поведения.